# Sondra Theodore
Sondra Theodore (San Bernardino, 12 de dezembro de 1956) é uma modelo e atriz norte-americana. Ela foi a Playmate do Mês da revista Playboy na edição de julho de 1977. Seu pôster central foi fotografado por Ken Marcus. Sua foto de Playmate foi a primeira a incluir as fichas de dados que a Playmates vinha preenchendo desde 1959.
Theodore nasceu em San Bernardino, Califórnia. Aos 17 anos, ela desempenhou o papel principal em uma produção musical de teatro juvenil de verão local de San Bernardino, Cinderela, em 1974. No ano seguinte, em homenagem ao Bicentenário dos Estados Unidos, ela representou sua cidade natal como Miss Bicentenário. Ela passou um ano na faculdade antes de ir para Los Angeles, em julho de 1976, para seguir a carreira de atriz.
Por um breve período como professora de escola dominical, Theodore tornou-se namorada de Hugh Hefner, editor da Playboy, por vários anos, morando ao lado dele na Mansão Playboy. Ela pode ser vista na famosa máquina de pinball da Playboy ao lado de Hefner e da sua colega Patti McGuire, Playmate de 1976. Durante esse tempo ela cantou com os "Singing Playmates". Sondra Theodore fez aparições especiais na TV em The Bob Newhart Show, CHiPs, Fantasy Island, Barnaby Jones e Pink Lady. Ela teve pequenos papéis nos filmes teatrais Skateboard e The Man Who Loved Women.
Em 2021, ela falou sobre seu trauma durante seu tempo com Hefner e as dificuldades que enfrentou na série documental Secrets of Playboy da A&E Network. Ela alegou que Hefner gostava de bestialidade e filmes snuff. Em entrevista à Fox News Digital em agosto de 2022, Theodore afirmou que Hefner a manipulou para que participasse de uma orgia. Ela também alegou que Hefner organizava festas sexuais de prostituição, referindo-se a elas como "Pig Nights".